# أصنوفة غير موصوفة

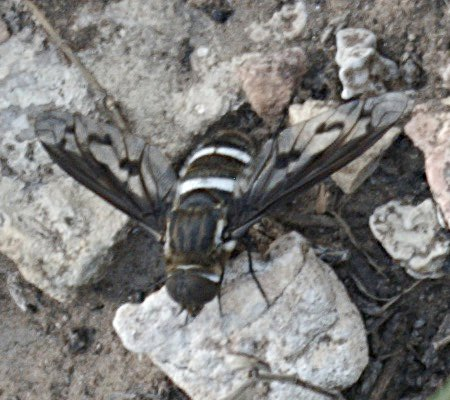
وفقًا لعالم الحشرات أندي كالدروود، تنتمي هذه الذبابة إلى نوع غير موصوف (اعتبارًا من سبتمبر 2009).

في علم التصنيف، الأصنوفة غير الموصوفة (بالإنجليزية: Undescribed taxon) هي أصنوفة (مثل النوع) تم اكتشافها، ولكن لم يتم وصفها وتسميتها رسميًا بعد. تحدد رموز التسميات المختلفة متطلبات تصنيف الأصنوفة الجديد وتسميته بشكل صحيح. حتى يتم نشر هذا الوصف، لن للفئة اسم رسمي، على الرغم من استخدام اسم مؤقت وغير رسمي في كثير من الأحيان. قد لا يفي الاسم العلمي المنشور بمتطلبات الرموز لأسباب مختلفة. مثل إذا لم يتم وصف الأصنوفة بشكل كافٍ، فإنها تبقى اسمًا مكشوفًا. من الممكن أن يتم «وصف» الأصنوفة بعد فترة طويلة من الزمن، حتى إذا تم نشر الأوصاف غير الرسمية.
يمكن الإشارة إلى نوع غير موصوف باسم الجنس، متبوعًا بـ "sp". ولكن هذا الاختصار يستخدم أيضًا لتمييز العينات أو الصور غير المكتملة للغاية بحيث لا يمكن تحديدها على مستوى الأنواع. في بعض الحالات، يوجد أكثر من نوع غير موصوف في جنس. في هذه الحالة، غالبًا ما يشار إليها برقم أو حرف.
قد يتكون الاسم المؤقت للنوع من عدد أو تسمية أخرى لعينة في معشبة أو مجموعة أخرى. قد تتكون أيضًا من اسم الجنس متبوعًا بمعرف العينة هذا أو صفة محددة مؤقتة محاطة بعلامات اقتباس.